# 西濱松車站
西濱松車站（日语：／ Nishi-hamamatsu eki */?）是一由日本貨物鐵道（JR貨物）所經營的貨運專用鐵路車站，位於靜岡縣濱松市中央區森田町。位於東海道本線濱松與高塚間路段上的西濱松車站，其起源是在1971年時，將濱松車站的貨運業務分離開來而獨立設立。1987年日本國鐵分割民營化後，由JR貨物接手繼續經營。
西濱松的經營業務包括了貨櫃貨物的裝卸，與車攜貨物（車扱貨物）的收發。除此之外，西濱松也是豐橋線外貨運站（豊橋オフレールステーション）的中繼站，該站所收取的貨物都是以每日三班往復的貨車透過公路運輸的方式運至西濱松這裡後，再轉裝卸至鐵路列車上。
停靠西濱松的貨運列車，包括了全由貨櫃車廂編組成的高速貨運列車，以一日7列的數量運往名古屋貨運站（名古屋貨物ターミナル駅）、福岡貨運站（福岡貨物ターミナル駅）或盛岡貨運站（盛岡貨物ターミナル駅）。至於在西濱松這裡起迄、每日一班往返的專用貨運列車，則通常連結有用來載運鐵軌用的長物車。

## 通過路線
- 東日本旅客鐵道（JR東海）
  - 東海道本線